# Bellemerella
Bellemerella — рід грибів родини Verrucariaceae. Назва вперше опублікована 1997 року.

## Класифікація
До роду Bellemerella відносять 4 види:
- Bellemerella acarosporae
- Bellemerella polysporinae
- Bellemerella ritae
- Bellemerella trapeliae